# Mitromorpha nodilirata
Mitromorpha nodilirata é uma espécie de gastrópode do gênero Mitromorpha, pertencente a família Mitromorphidae.